# Студёновка (Волгоградская область)
Студеновка — хутор в Ольховском районе Волгоградской области, в составе Романовского сельского поселения.
Население — 20 чел. (2010)

## История
Основан как выселок села Караваинка. Жители занимались хлебопашеством, садоводством и огородничеством. С 1890 года в составе Романовской волости Царицынского уезда Саратовской губернии.
С 1928 года — в составе Романовского сельсовета Ольховского района Камышинского округа (округ ликвидирован в 1934 году) Нижневолжского края. С 1935 года — в составе Балыклейского района Сталинградского края (с 1936 года — Сталинградской области, с 1961 года — Волгоградской области). В 1963 году Балыклейский район был расформирован, Романовский сельсовет передан Камышинскому району. Вновь в составе Ольховского района — с 1966 года.

## Общая физико-географическая характеристика
Хутор находится в степной местности, в пределах Приволжской возвышенности, на реке Балыклейка (при устье речки Студёновка), на высоте около 50 метров над уровнем моря. Склоны долины крутые, изрезаны балками и оврагами. Почвы каштановые.
По автомобильным дорогам расстояние до областного центра города Волгоград — 140 км, до районного центра села Ольховка — 51 км.
Часовой пояс
Студёновка, как и вся Волгоградская область, находится в часовой зоне МСК (московское время). Смещение применяемого времени относительно UTC составляет +3:00.

## Население
Динамика численности населения
| 1890 | 1894 | 1911 | 1987 | 2002 |
| ---- | ---- | ---- | ---- | ---- |
| 121  | 375  | 417  | ≈40  | 34   |

| 2010 |
| ---- |
| 20   |